# Peter Kelamis
Peter Kelamis (Sydney, 11 december 1967) is een in Australië geboren Canadees acteur en stemacteur.

## Carrière
Kelamis begon in 1989 als stemacteur in de televisieserie Dragon Ball Z, waarna hij in nog meer dan 160 televisieseries en films als stemacteur en acteur speelde. Zo was hij als stemacteur onder andere actief in Roswell Conspiracies: Aliens, Myths & Legends (1999), Action Man (2000-2001), What About Mimi? (2000-2002), Gadget and the Gadgetinis (2003), Baby Looney Tunes (2005), Ed, Edd n Eddy (1999-2007) en George of the Jungle (2007). Als acteur speelde hij in onder andere The Lizzie McGuire Movie (2003), The Thaw (2009) en Stargate Universe (2009-2011). In 2007 won Kelamis een Leo Award met zijn rol in de animatiefilm Barbie in the Nutcracker, in de categorie Beste Optreden als Animatiekarakter. 

## Filmografie

### (Animatie)Films
Selectie:
- 2017 A Dog's Purpose - als baas van vader
- 2015 Santa's Little Helper - als Ezra Fells
- 2014 Big Eyes - als makelaar
- 2012 The Cabin in the Woods - als demo man
- 2011 50/50 - als Phil
- 2009 The Thaw - als Mike
- 2005 Edison - als editor
- 2003 The Lizzie McGuire Movie - als dr. Comito
- 2002 Barbie as Rapunzel - als Otto, dunne soldaat (stem)
- 2001 Barbie in the Nutcracker - als Pimm (stem)
- 2000 Best in Show - als barkeeper
- 1996 Happy Gilmore - als caddy van Potter
- 1990 Dragon Ball Z: The World's Strongest - als Goku (Engelse stem)

### Televisie-/animatieseries
Selectie:
- 2023-2024 Ninjago De Drakenstrijd  - als Geo (stem) - 5 afl.
- 2018-2024 Polly Pocket - als diverse stemmen - 12 afl.
- 2019-2023 The Dragon Prince - als Villads (stem) - 7 afl.
- 2022 Angry Birds: Summer Madness - als Harold (Stem) - 3 afl.
- 2021 The Now - als Arthur - 4 afl.
- 2021 Riverdale - als Samm Pansky - 7 afl.
- 2018-2020 Corner Gas Animated - als diverse stemmen - 7 afl.
- 2018-2019 The Man in the High Castle - als Raunchy Ritchie - 3 afl.
- 2015-2018 My Little Pony: Friendship Is Magic - als diverse stemmen - 6 afl.
- 2016-2018 Beyond - als man in de gele jas - 17 afl.
- 2017 iZombie - als mr. Huntsman - 3 afl.
- 2017 Chuck's Choice - als diverse stemmen - 5 afl.
- 2016 Beat Bugs - als diverse stemmen - 8 afl.
- 2013 Fringe - als Tobin - 2 afl.
- 2009-2011 Iron Man: Armored Adventures - als Whiplash / Marc Scarlotti (stem) - 3 afl.
- 2012 Action Dad - als diverse stemmen - 7 afl.
- 2009-2011 Stargate Universe - als Adam Brody - 39 afl.
- 2009-2011 SGU Stargate Universe Kino - als Adam Brody - 9 afl.
- 2010 The Twisted Whiskers Show - als diverse stemmen - 10 afl.
- 2010 1001 Nights - als Majid - 13 afl.
- 2010 Dreamkix - als diverse stemmen - 11 afl.
- 2009-2010 Riese - als Ormand - 4 afl.
- 2009 The League of Super Evil - als diverse stemmen - 4 afl.
- 2007 George of the Jungle - als Parrot Husband (stem) - 13 afl.
- 1999-2007 Ed, Edd n Eddy - als Rolf (stem) - 42 afl.
- 2006 Class of the Titans - als Granny (stem) - 10 afl.
- 2005 Baby Looney Tunes - als stem - 13 afl.
- 2002-2003 The Cramp Twins - als diverse stemmen - 4 afl.
- 2003 Gadget and the Gadgetinis - als dr. Von Headnerd (stem) - 5 afl.
- 2000-2002 What About Mimi? - als stem - 39 afl.
- 2002 Super Duper Sumos - als dr. Stinger (stem) - 10 afl.
- 2000-2001 Action Man - als Rikkie Syngh-Baines (stem) - 24 afl.
- 1997-2000 Dragon Ball Z - als Goku / burger / Master Roshi (Engelse stemmen) - 35 afl.
- 1999 Roswell Conspiracies: Aliens, Myths & Legends - als diverse stemmen - 40 afl.
- 1996-1997 Key: The Metal Idol - als Shuichi Tataki (Engelse stem) - 6 afl.
- 1994-1996 Hurricanes - als stem - 7 afl.

### Computerspellen
- 2024 Granblue Fantasy: Relink - als Yodarha
- 2015 Disney Infinity 3.0 - als Randall Boggs
- 2014 Disney Infinity: Marvel Super Heroes - als Randall Boggs
- 2013 Grand Theft Auto V - als stem
- 2013 Disney Infinity - als Randall Boggs
- 2006 Scarface: The World Is Yours - als stem
- 2005 Ed, Edd n Eddy: The Mis-Edventures - als Rolf
- 2005 Devil Kings - als Reaper
- 2004 CSI: Miami - als Ron Preston

- Library of Congress Control Number: no2018024559
- Virtual International Authority File: 4913152025933003600007
- WorldCat: E39PBJgmKgDHwGTbc98mfwBwYP